# Eve to Dawn
『Eve to Dawn 旭日昇天』（イヴ・トゥ・ドーン　きょくじつしょうてん）は、LOUDNESSの29枚目のアルバム。

## 概要
アルバムタイトルは、デビュー・アルバム『THE BIRTHDAY EVE 〜誕生前夜』からLOUDNESSが30周年を迎えたこと、またメンバーであった樋口宗孝の誕生日がクリスマス・イヴであったことから"Eve"を、さらに、日本のみならず世界に向けての新たなスタートという意味から"Dawn"を掛け、『Eve to Dawn』となった。
本作は、鈴木政行もLOUDNESSとして初めて作曲に参加しており、山下昌良も「Keep you burning」の作曲を担当している。これまで楽曲の大部分に携わってきた高崎晃は、これについて「バンドとしていろんなカラーが出ている」とコメント。また二井原実は、東日本大震災の影響から歌詞は前向きな内容になったと語っており、さらに1曲目の「A light in the dark」には、高崎によれば震災で沈んだ日本に一筋の光明が差してほしい、再生していってほしいという願いが込められているという。

## 収録内容
1. A light in the dark
2. The power of truth
3. Come alive again
4. Survivor
5. Keep you burning
6. Gonna do it my way
7. Hang tough
8. 喜怒哀楽
9. Comes the dawn
10. Pandora
11. Crazy! Crazy! Crazy!

作詞：二井原実(#2 - 7, 9 - 11)
作曲：高崎晃(#1 - 3, 6 - 11)、鈴木政行(#4)、山下昌良(#5)
編曲：LOUDNESS(#ALL)

## 参加ミュージシャン
- 二井原実 - ボーカル
- 高崎晃 - ギター
- 山下昌良 - ベース
- 鈴木政行 - ドラム